# Gilău (gmina)
Gilău – gmina w Rumunii, w okręgu Kluż. Obejmuje miejscowości Gilău, Someșu Cald i Someșu Rece. W 2011 roku liczyła 8300 mieszkańców.